# Goshwe
Goshwe is een dorp in het district Central in Botswana. De plaats telt 1573 inwoners (2011).